# Rampieux
Rampieux là một xã của Pháp, nằm ở tỉnh Dordogne trong vùng Aquitaine của Pháp.

## Hành chính
| Danh sách các xã trưởng                |             |               |                  |              |
| Giai đoạn                              | Giai đoạn   | Tên           | Đảng             | Tư cách      |
| tháng 3 năm 2001                       | đương nhiệm | Daniel Grimal | không chính thức | nhà nông học |
| Tất cả các dữ liệu trước đây không rõ. |             |               |                  |              |

## Thông tin nhân khẩu
| Năm    | 1962 | 1968 | 1975 | 1982 | 1990 | 1999 | 2005 |
| ------ | ---- | ---- | ---- | ---- | ---- | ---- | ---- |
| Dân số | 178  | 168  | 154  | 155  | 155  | 162  | 160  |